# Golfo di Zula
Il golfo di Zula anche conosciuto con il nome di baia di Annesley, o  baia di Arafali oppure anche golfo di Arafali e un'insenatura nella fascia costiera dell'Eritrea, nel mar Rosso.
Questo golfo si trova quasi al centro della linea costiera dell'Eritrea, tra il distretto di Foro e la penisola di Buri, appartenente al distretto di Ghelalo, ambedue i distretti fanno parte della Regione del Mar Rosso Settentrionale. 
Il golfo di Zula è anche il punto di confine tra i due popoli Afar e Saho.